# Nereis natans
Nereis natans är en ringmaskart som beskrevs av Hartman 1936. Nereis natans ingår i släktet Nereis och familjen Nereididae. Inga underarter finns listade i Catalogue of Life.